# Либерти (Небраска)
Либерти (енгл. Liberty) град је у америчкој савезној држави Небраска.

## Демографија
По попису из 2010. године број становника је 76, што је 10 (-11,6%) становника мање него 2000. године.
| Група             | 2000.      | 2010.      |
| Белци             | 80 (93,0%) | 75 (98,7%) |
| Афроамериканци    | 0 (0,0%)   | 0 (0,0%)   |
| Азијати           | 0 (0,0%)   | 0 (0,0%)   |
| Хиспаноамериканци | 3 (3,5%)   | 0 (0,0%)   |
| Укупно            | 86         | 76         |